# Нефопам
Нефопам (англ. Nefopam, лат. Nefopamum) — синтетичний препарат, що є похідним орфенадрину — структурного аналога алкіламінових антигістамінних препаратів, який також має подібну хімічну структуру до м-холінолітиків, і належить до класу ненаркотичних анальгетиків. Нефопам може застосовуватися як перорально, так і парентерально (як внутрішньом'язово, так і внутрішньовенно). По своєму хімічному складу є рацематом, що складається з двох енантіомерів. Нефопам уперше синтезований у 60-х роках ХХ століття у лабораторії компанії «Riker Laboratories», та початково застосовувався як антидепресант і периферичний міорелаксант. З початку 70-х років ХХ століття нефопам застосовується як ненаркотичний анальгетик центральної дії.

## Фармакологічні властивості
Нефопам — синтетичний препарат, що є по хімічній структурі похідним орфенадрину, та належить до групи ненаркотичних анальгетиків. За своїм хімічним складом є рацематом двох енантіомерів. Механізм дії препарату відрізняється від дії більшості ненаркотичних анальгетиків, і полягає у гальмуванні зворотнього захоплення серотоніну, норадреналіну та дофаміну, посиленні гальмівних серотонінергічних та норадреналінергічних ефектів, а також на глутамінергічну передачу імпульсів, що пов'язується з блокадою NMDA-рецепторів. Нефопам не має вираженого протизапального ефекту, не має також жарознижувального ефекту, не має здатності гальмувати моторику кишечника. Нефопам також має здатність до запобігання післяопераційного тремтіння, у тому числі після операції кесаревого розтину. На відміну від наркотичних анальгетиків, нефопам не спричинює пригнічення дихання, не призводить до розвитку звикання до препарату, і при його застосуванні спостерігається менша кількість побічних ефектів у порівнянні з наркотичними анальгетиками. Сумісне застосування нефопаму з наркотичними анальгетиками також сприяє зниженню ймовірності розвитку залежності від опіоїдів, а також зменшенню дози наркотичних препаратів. На відміну від нестероїдних протизапальних препаратів, нефопам не впливає на агрегацію тромбоцитів, не викликає побічної дії з боку слизової оболонки органів травної системи і не збільшує час кровотечі.

### Фармакокінетика
Нефопам швидко всмоктується при парентеральному застосуванні, максимальна концентрація препарату в крові досягається протягом 30—60 хвилин після внутрішньом'язового застосування. Початок дії препарату при внутрішньовенному застосуванні розпочинається за 30 секунд після початку введення нефопаму, та досягає максимуму за 15—20 хвилин після початку введення препарату. Нефопам може проникати через плацентарний бар'єр та виділяється в грудне молоко. Метаболізується препарат у печінці з утворенням неактивних метаболітів. Виводиться препарат із організму з сечею переважно у вигляді метаболітів. Період напіввиведення нефопаму становить 4 години.

## Показання до застосування
Нефопам застосовується при гострому та хронічному больовому синдромі (у тому числі післяопераційному та зубному болі, посттравматичному болю, болю у хворих злоякісними пухлинами), при підготовці до операцій та у післяопераційному періоді (в тому числі при стоматологічних операціях), а також для запобігання та купування післяопераційного тремтіння.

## Побічна дія
Найчастішими побічними ефектами, які спостерігаються при застосуванні нефопаму, є тахікардія (до 10% випадків застосування), минуча артеріальна гіпертензія або гіпотензія (7,6%), гіпергідроз (3,3%), нудота (2,2%), блювання (1,1%), гіперемія шкіри (2,7%), сонливість, запаморочення, зниження концентрації уваги. Рідше при застосуванні нефопаму можуть спостерігатися головний біль, нервозність, затьмарення зору, ейфорія, галюцинації, судоми, затримка сечі.

## Протипокази
Нефопам протипоказаний при підвищеній чутливості до препарату, при епілепсії та інших станах із підвищеною судомною готовністю, гострому приступі глаукоми, при одночасному застосуванні інгібіторів моноамінооксидази, при вагітності та годуванні грудьми. Нефопам не рекомендований для застосування дітям у віці до 15 років.

## Форми випуску
Нефопам випускається у вигляді таблеток по 0,03 г та у вигляді 2% розчину по 1 мл у ампулах.